# Chantage (film, 1939)
Pour les articles homonymes, voir Chantage (homonymie) et Blackmail.
Pour plus de détails, voir Fiche technique et Distribution.
Chantage (Blackmail) est un film américain réalisé par H. C. Potter, sorti en 1939.

## Synopsis
Un ancien évadé d'un pénitencier, reconverti en patron d'une société spécialisée dans l'extinction des puits de pétrole en feu, est rattrapé par son passé lorsque débarque un homme qui va s'employer à le faire chanter.

## Fiche technique
- Titre : Chantage
- Titre original : Blackmail
- Réalisation : H. C. Potter
- Scénario : David Hertz et William Ludwig d'après une histoire de Endre Bohem et Dorothy Yost
- Producteurs : John W. Considine Jr., Albert E. Levoy
- Musique : David Snell, Edward Ward
- Directeur de la photographie : Clyde DeVinna
- Montage : Howard O'Neill
- Direction artistique : Cedric Gibbons, Howard Campbell
- Décors : Edwin B. Willis
- Costumes : Dolly Tree
- Société de production : Metro-Goldwyn-Mayer (MGM)
- Pays de production :  États-Unis
- Langue : anglais
- Genre : Film dramatique, thriller
- Couleur : Noir et blanc
- Format : 1.37 : 1
- Son : Mono (Western Electric Sound System)
- Durée : 81 minutes
- Dates de sortie : 
  - États-Unis : 8 septembre 1939
  - France : 24 avril 1940

## Distribution
- Edward G. Robinson : John R. Ingram
- Ruth Hussey : Helen Ingram
- Gene Lockhart : William Ramey
- Bobs Watson : Hank
- Guinn Williams : Moose McCarthy
- Arthur Hohl : Rawlins
- Esther Dale : Sarah

Acteurs non crédités (liste partielle)
- Trevor Bardette
- Ed Brady : Prisonnier
- Everett Brown : Prisonnier
- Willie Best : Bunny, le concierge
- Wade Boteler : Sergent de police
- George Cooper : Hawley
- Joseph Crehan : M. Blaine
- Cy Kendall : Shérif du sud
- Victor Kilian : Frank Miller
- Robert Homans : Cooper
- Harry Tenbrook : Conducteur du camion à la station service
- Leo White : Prisonnier
- Charles Middleton